# Hyalurga supposita
Hyalurga supposita är en fjärilsart som beskrevs av Erich Martin Hering 1925. Hyalurga supposita ingår i släktet Hyalurga och familjen björnspinnare. Inga underarter finns listade i Catalogue of Life.